# Praefectus fabrum
Der Praefectus fabrum war ein Posten in der römischen Verwaltung. Ein römischer Befehlshaber ernannte in der Regel einen solchen praefectus fabrum als seinen persönlichen Adjutanten.
Ursprünglich leitet sich die Bezeichnung von den fabri (lateinisch für „Handwerker“, Singularform faber; fabrum ist eine Nebenform des Genitiv Plural, eigentlich fabrorum) her. In republikanischer Zeit gab es unter dieser Bezeichnung zwei Zenturien in der römischen Armee, die speziell für handwerkliche und sonstige Arbeiter- und Pioniertätigkeiten zuständig waren. Der Begriff praefectus fabrum deutet darauf hin, dass der Amtsinhaber ursprünglich diese Einheiten kommandiert hatte. Der Posten selbst ist für diese Zeit jedoch nicht bezeugt, sondern taucht erstmals in der Mitte des 1. Jahrhunderts v. Chr. in den Quellen auf. Zu dieser Zeit wurden die Tätigkeiten der fabri bereits von den normalen Legionären ausgeführt.
In der späten römischen Republik sind die ersten praefecti fabrum nachweisbar. Sie wurden von römischen Magistraten und Promagistraten ernannt, also von Amtsträgern, die die Amtsbefugnis eines Imperiums innehatten. Dies waren besonders die Konsuln, Prätoren und Prokonsuln, die sich eine persönliche Vertrauensperson ernannten und bei der Staatskasse (Aerarium) anmeldeten. Die genauen Tätigkeitsbereiche der ernannten praefecti konnten vielfältiger Natur sein. Da die Amtsgewalt eines Imperiums immer nur auf begrenzte Zeit – ursprünglich und im Regelfall ein Jahr – verliehen wurde, war auch die Tätigkeit eines praefectus fabrum zeitlich begrenzt, wurde aber, wie aus Inschriften bekannt ist, teilweise auch mehrmals in Folge übernommen.
Bis in die Mitte des 1. Jahrhunderts n. Chr. finden sich die praefecti fabrum oft im Kontext der römischen Offizierslaufbahn, in späterer Zeit dagegen taucht diese Funktion häufig vor Beginn der militärischen Tätigkeit in den aus Ehren- und Grabinschriften bekannten Lebensläufen auf. Dies ging auch mit einer Verschiebung auf zivile Tätigkeitsbereiche einher. Irgendwann scheint es sich bei dieser Präfektur teilweise sogar um eine reine Ehrenposition ohne festgelegten Aufgabenbereich gehandelt zu haben, da aus Inschriften auch Minderjährige als Amtsträger bekannt sind.
Vereinzelt ist das Amt des praefectus fabrum auch in der Kommunalverwaltung im römischen Reich belegt, dort scheint es sich jedoch um ein anderes Phänomen, nämlich eher um einen Vorsteherposten in einem örtlichen Collegium gehandelt zu haben und nicht etwa um eine Funktion im Stab eines hohen Amtsträgers.